# 大青山大介
大青山 大介（だいせいざん だいすけ、2000年5月22日 - ）は、中国内モンゴル自治区フフホト市出身で、荒汐部屋所属の現役大相撲力士。本名はアスハダ（漢字表記は阿斯哈达）。身長191cm、体重165kg、最高位は西十両6枚目（2025年5月場所-）。血液型はA型。

## 来歴
中学生の頃はバスケットボールをしていたが、中学2年生の時に初来日し、相撲の白鵬杯に中国代表として出場したことで相撲への転向を決意した。同郷出身で、父とはレスリングの先輩後輩という関係でもある蒼国来の紹介で静岡県沼津市の飛龍高等学校に相撲留学し、高校卒業後は荒汐部屋の研修生になった。研修期間中は日本語学校やスポーツ専門学校に通って教養を学び（そもそも高校に留学した際に取得した留学ビザを継続しないと在留資格が失効していたという事情がある）、2021年11月場所前に正式に入門。興行ビザの取得を待って、2022年1月場所で初土俵を踏んだ。内モンゴル自治区出身の力士は師匠である蒼国来以来2人目となる。
初めて番付に名前の載った2022年3月場所は序ノ口で6勝1敗。序二段に番付を上げた5月場所は、七番相撲で初土俵同期生の琴手計に負け6勝1敗。翌7月場所は、七番相撲で6場所出場停止明けの大関経験者・朝乃山に負け6勝1敗。続く9月場所では三段目上位まで番付を上げたが、場所前の稽古中に右手首を骨折して手術を受けた影響で、同場所から2場所連続の全休となった。
2場所連続全休明けの2023年1月場所では七番相撲で尊富士に負け6勝1敗。同年7月場所で新幕下に昇進、2024年3月場所で幕下15枚目以内に入った。7月場所は東幕下2枚目の地位を与えられ、11日目の六番相撲で6勝目を挙げた時点で新十両昇進が確定的となった。13日目の七番相撲で7勝目を挙げ幕下優勝、場所後の同月31日の番付編成会議で新十両昇進が決定した。中国出身の関取は仲の国以来4人目で、内モンゴル自治区出身は師匠である荒汐以来2人目となる。9月場所は7勝8敗と負け越したが、11月場所は番付運に恵まれて番付据え置きで土俵に上がることとなった。この11月場所は9勝6敗と自身初の十両での勝ち越し。

## 人物
- 「大青山 大介」という四股名は、自身の故郷にある山の名（陰山山脈の大青山）と、飛龍高校時代の恩師の名に由来する[2][14]。
- 協会公式プロフィールによると、趣味はカクテル作り、バスケットボール。好物は肉、好きなテレビ番組は『水曜日のダウンタウン』（TBSテレビ）、好きな映画は『ジョン・ウィック』[15]。

## 主な成績
2025年7月場所終了現在

### 通算成績
- 通算成績：115勝66敗14休（22場所）

### 各段優勝
- 幕下優勝：1回（2024年7月場所）

### 場所別成績
| | 一月場所 初場所（東京） | 三月場所 春場所（大阪） | 五月場所 夏場所（東京） | 七月場所 名古屋場所（愛知） | 九月場所 秋場所（東京）   | 十一月場所 九州場所（福岡） |
| --- | ----------------------- | ----------------------- | ----------------------- | --------------------------- | ------------------------- | --------------------------- |
| 2022年 （令和4年） | （前相撲）              | 東序ノ口11枚目 6–1      | 西序二段42枚目 6–1      | 東三段目67枚目 6–1          | 西三段目10枚目 休場 0–0–7 | 西三段目70枚目 休場 0–0–7   |
| 2023年 （令和5年） | 西序二段40枚目 6–1      | 東三段目65枚目 6–1      | 東三段目10枚目 4–3      | 東幕下59枚目 4–3            | 東幕下50枚目 6–1          | 西幕下21枚目 4–3            |
| 2024年 （令和6年） | 西幕下18枚目 4–3        | 東幕下13枚目 6–1        | 西幕下3枚目 4–3         | 東幕下2枚目 優勝 7–0        | 東十両12枚目 7–8          | 東十両12枚目 9–6            |
| 2025年 （令和7年） | 東十両9枚目 5–10        | 東十両10枚目 8–7        | 西十両6枚目 7–8         | 西十両6枚目 10–5            | x                         | x                           |
| 各欄の数字は、「勝ち-負け-休場」を示す。 優勝 引退 休場 十両 幕下 三賞：敢=敢闘賞、殊=殊勲賞、技=技能賞 その他：★=金星 番付階級：幕内 - 十両 - 幕下 - 三段目 - 序二段 - 序ノ口 幕内序列：横綱 - 大関 - 関脇 - 小結 - 前頭（「#数字」は各位内の序列） |                         |                         |                         |                             |                           |                             |

## 改名歴
- 大青山 大介（だいせいざん だいすけ）2022年1月場所 -

## 出演
- 有吉ゼミ×世界まる見え 3時間SP 限界突破!（2024年12月16日、日本テレビ） - 前半の有吉ゼミのみに出演